# Église Saint-Pierre de Cholet
Pour les articles homonymes, voir Église Saint-Pierre.
L'église Saint-Pierre de Cholet est une église catholique située à Cholet (Maine-et-Loire).

## Historique
Sur le monticule du Livet, dans ce qui est alors le bourg Saint-Pierre, une première modeste église sous le vocable de Saint-Aubin existe dès les Ve et VIIe siècles. Elle est détruite par les Normands vers 845,. Après l'an mille, les moines de Marmoutier construisent une église de style roman qui est modifiée en gothique à la fin du XVe siècle, sous l'impulsion du curé Thibault Carté, au temps de Marie de Montalais. Reconstruite à partir de 1752, elle garde une galerie couverte en bois jusqu'en 1850. Le curé Jean Bougère et l'architecte Alfred Tessier sont les constructeurs de l'église actuelle, dont le clocher est terminé en 1933. La statue de Saint-Pierre qui surplombe le clocher pèse 850 kilos. Dessiné par les architectes Benaitreau et Rabjeau, le patron de la paroisse est représenté tenant d'une main les clefs du paradis et de l'autre il fait le geste de la bénédiction. Le clocher est officiellement béni le 2 décembre 1934 par Monseigneur Joseph Rumeau.
La flèche de l'église domine pendant presque quatre-vingt-dix ans sur le quartier ouvrier des Câlins,.

## Description
L'église est bordée par un jardin de curé de 600 m2 comportant plus de 200 espèces végétales,.

## Galerie

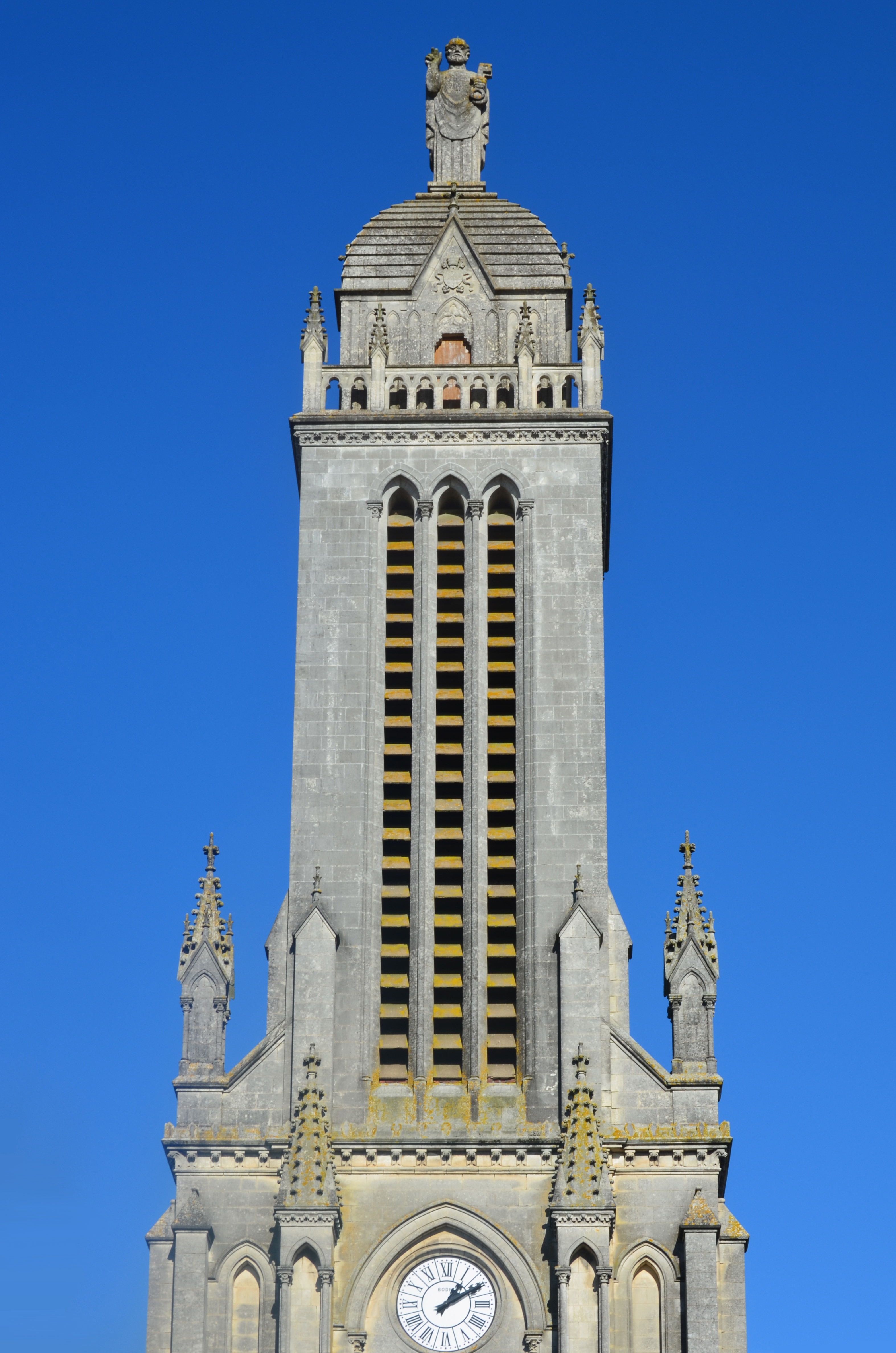
Clocher.
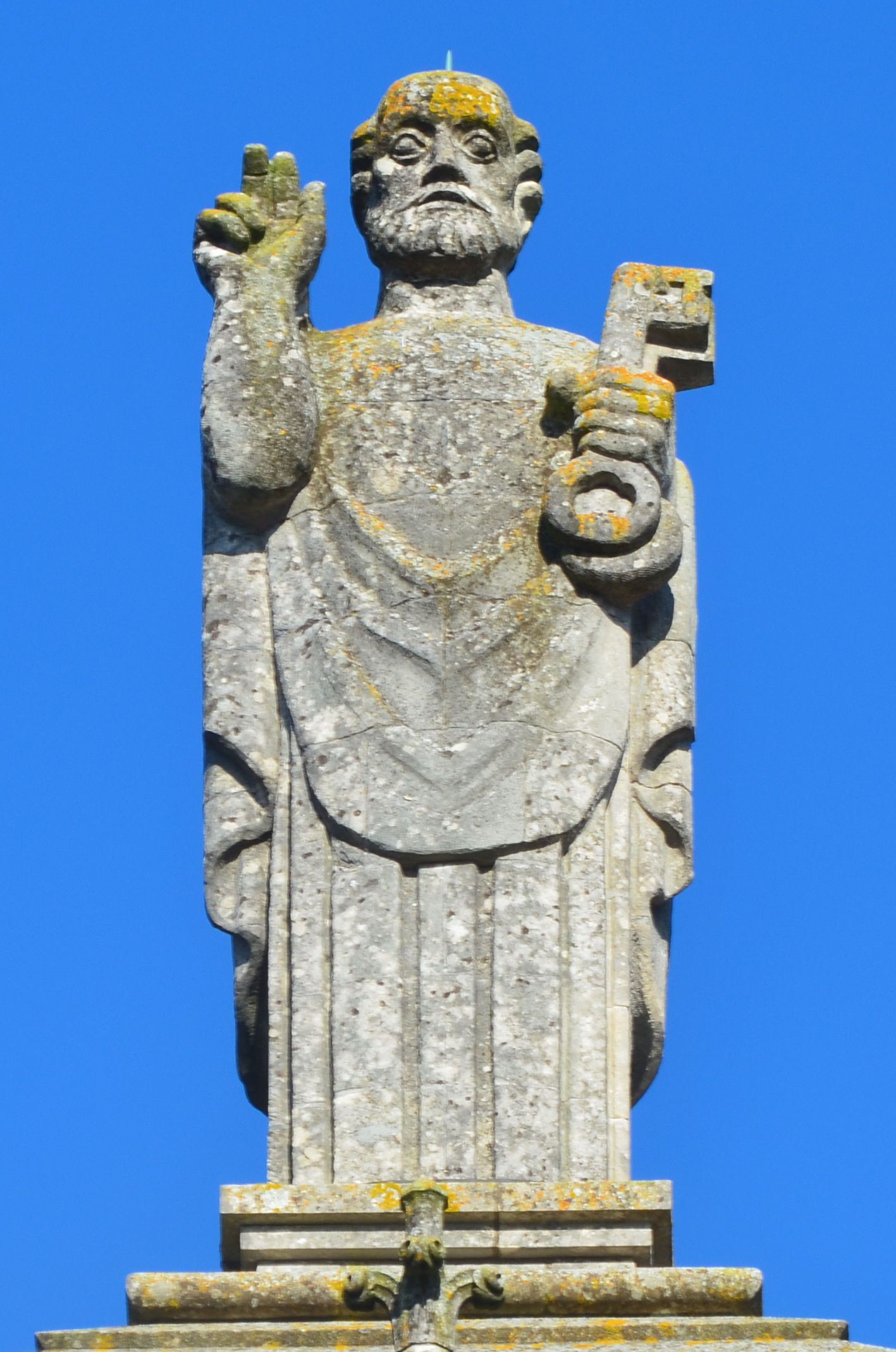
Statue de Saint-Pierre.
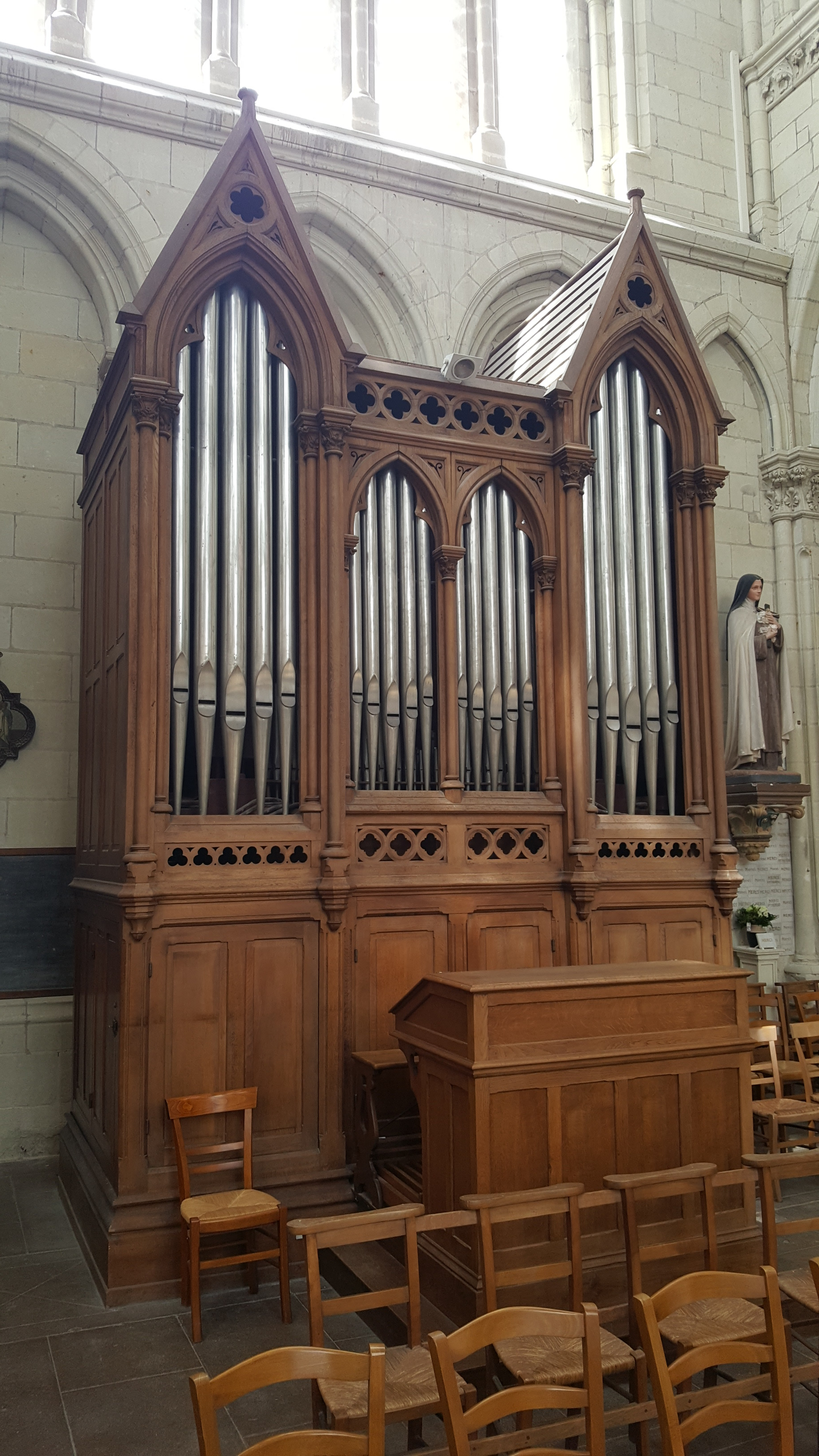
Orgue, situé dans le transept gauche.
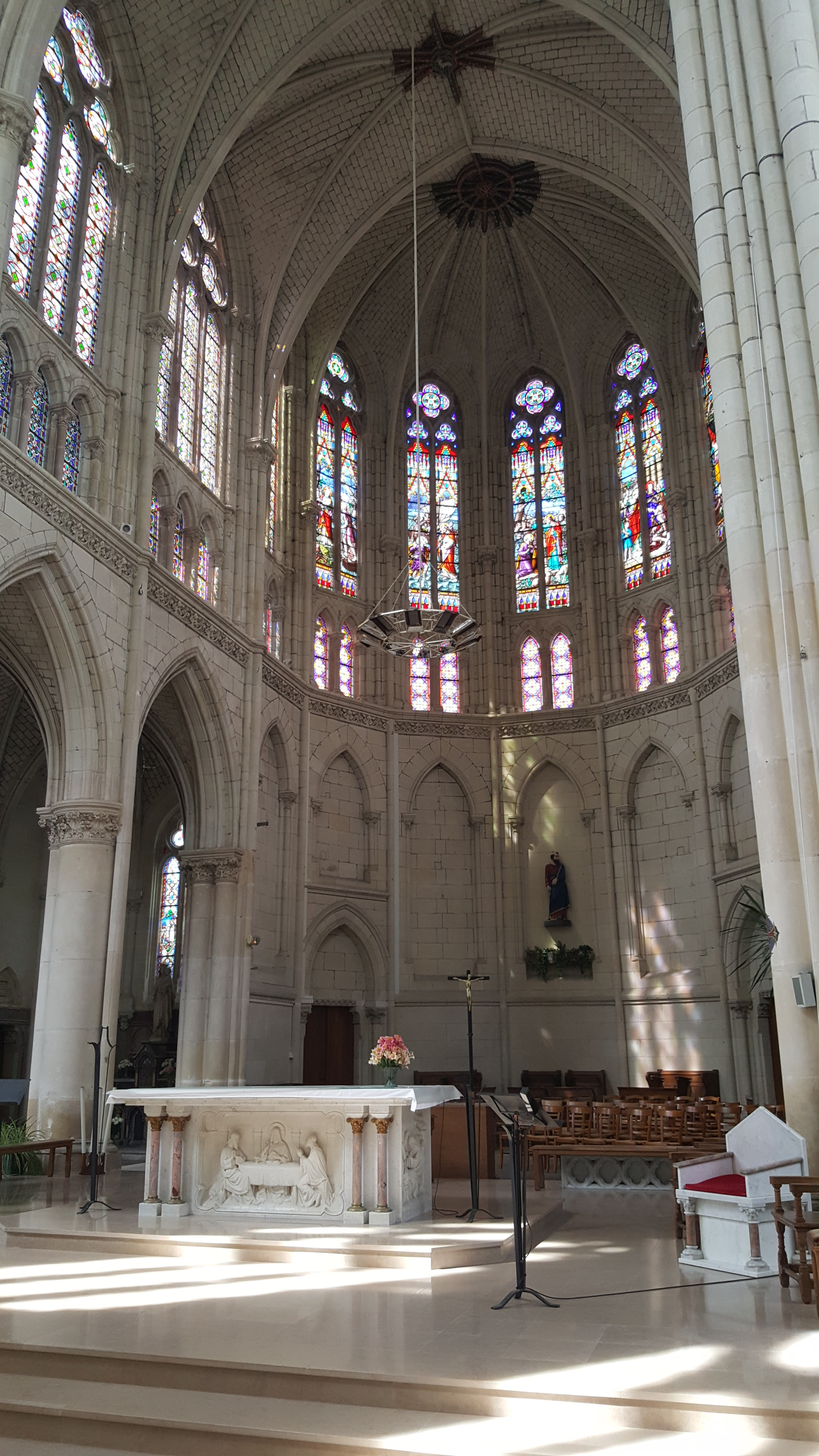
Chœur.
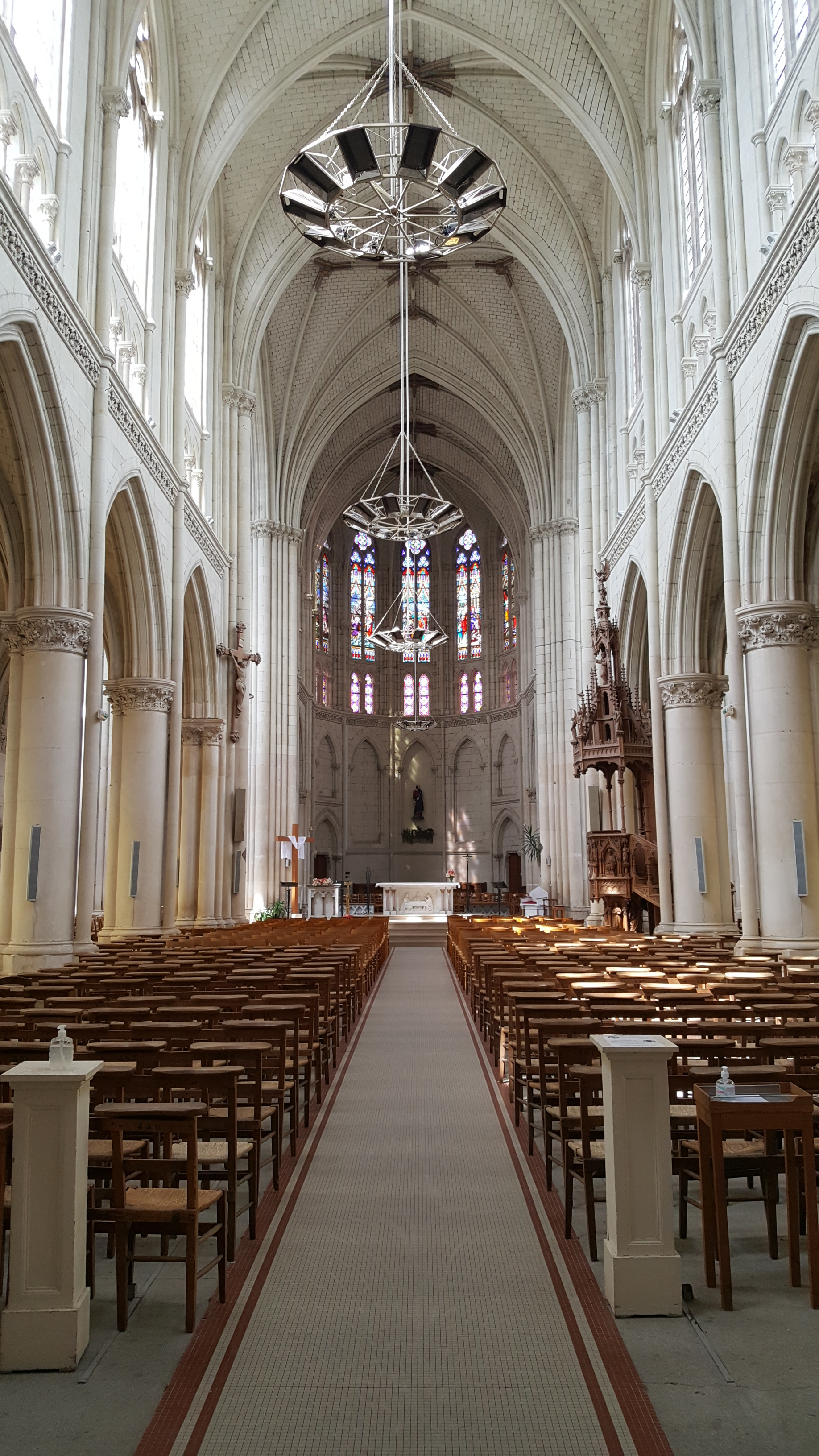
Nef.

## Liste des curés successifs
(à préciser)
- Thibault Carté (1384-1406)[N 2],[N 3],[N 4]
- Jean Mandin (1475)
- Pierre Eschart (1496-1516)
- Pierre Marciau (1554)
- Pierre Duvau (1565)
- Guillaume Manceau (1567)
- Pascal Duval (1583-1600)
- Adrien Duval (1601-1638)
- Jean Duval (1640-1670)
- Jean Gauvriet (1671)
- Gabriel Grimault (1674-1694)
- Guillaume des Raoulx (1694-1712)
- Pierre Boisnaud (1741-1806)[8],[9],[10].
- Jacques Hudon (1807-1842)
- Pierre Hortode (1843-1873)
- Jean Bougère (1874-1897)[N 5]
- Yves Gauthier (1898-1926)
- Clair Allard (1927-1936)
- Jules Chené (1946)[N 6]
- Paul Vincent (2004)
- Jean-Marie Gautreau (2011-2017)
- Matthieu Lefrançois (en 2018)